# Джумбо
«Джумбо» (індонез. Jumbo) — індонезійський анімаційний фентезійний пригодницький фільм 2025 року, режисерський дебют Раяна Адріандхі, який також написав сценарій спільно з Відєю Аріфіанті. Прем’єра відбулася 31 березня 2025 року в Індонезії. У фільмі озвучуванням головного героя займається Прінс Поетірай, який озвучив Дона — хлопчика, що намагається поставити виставу на місцевому талант-шоу після того, як відчув себе недооціненим серед однолітків.
Станом на 1 червня 2025 року стрічка стала найкасовішим індонезійським фільмом усіх часів, замінивши попереднього рекордсмена «KKN di Desa Penari». Вона також перевершила «Крижане серце 2», ставши найкасовішим анімаційним фільмом в історії прокату Індонезії.

## Сюжет
Дон — 10-річний сирота, якого часто недооцінюють через його велику статуру. Він має книжку з ілюстраціями та чарівними історіями, успадковану від батьків. Ця книжка є не лише дорогою пам’яткою, а й джерелом натхнення та втечі від світу, який здається йому непривітним через постійне зневажливе ставлення з боку ровесників.
Щоб довести свої здібності, Дон вирішує взяти участь у талант-шоу, де планує поставити виставу, натхненну історіями з батьківської книжки. Проте один із друзів краде книжку, залишивши хлопчика у відчаї. На щастя, Дон завжди має підтримку бабусі та своїх товаришів Нурмана і Мае. У моменти відчаю Дон зустрічає Мері — загадкову маленьку фею, яка просить його допомогти знайти її батьків. Водночас хлопчик намагається повернути успадковану книжку. Ця зустріч стає початком чарівної пригоди, яка змінює його погляд на себе, навчає справжньої дружби, мужності й упевненості у власних силах, а також зміцнює новостворені дружні зв’язки.

## Акторський склад
У фільмі «Джумбо» персонажів озвучили такі актори:
- Прінс Поетірай — Дон
  - Ден Багус Сатріо Сасоно — Дон у 4-річному віці
- Ґраціелла Абіґейл — Мае
- Юсуф Озкан — Нурман
- Мухаммад Адхіят — Атта
- Квінн Салман — Мері
- Ратна Ріантьярно — бабуся Дона
- Кікі Нарендра — Руслі
- Бунґа Чітра Лестарі — мати Дона
- Аріель — батько Дона
- Арійо Вахаб — батько Мері
- Чінта Лаура Кіл — мати Мері
- Анґґа Юнанда — Ачіл
- Рейчел Аманда та Ачі Ресті — працівниці талант-шоу
- Анґґа Двімаc Сасонґко, Чікко Джеріхо та Ґаніндра Бімо — кози Нурмана

## Виробництво
Робота над «Джумбо» розпочалася у квітні 2020 року. У вересні 2021 року студія Visinema Pictures оголосила про початок виробництва стрічки. У листопаді того ж року компанія представила перший тизер фільму. У вересні 2022 року було оголошено, що співак Аріель озвучить батька Дона. Спочатку реліз планувався на 2023 рік.
Ексклюзивний фрагмент «Джумбо» було продемонстровано 4 грудня 2024 року в межах 19-го Азійського кінофестивалю Jogja-NETPAC.

## Прем'єра
«Джумбо» вийшов у кінопрокат в Індонезії 31 березня 2025 року, приурочений до святкування Ід аль-Фітр. Міжнародним продажем прав займалася компанія Magic Fair. За перші сім днів прокату фільм зібрав мільйон глядачів, ставши третім найбільш відвідуваним індонезійським фільмом 2025 року, а також найуспішнішим індонезійським анімаційним фільмом і найкасовішим індонезійським фільмом усіх часів. На одинадцятий день релізу кількість глядачів перевищила два мільйони. «Джумбо» став найкасовішим анімаційним фільмом Південно-Східної Азії, зібравши понад 8 мільйонів доларів і перевершивши малайзійський фільм «Mechamato Movie» (2022).
Фільм також був випущений у прокат у 17 інших країнах, зокрема в Малайзії, Сінгапурі, Брунеї, Росії, Україні, Литві, Латвії, Естонії та Центральної Азії у червні 2025 року.